# EDSAC

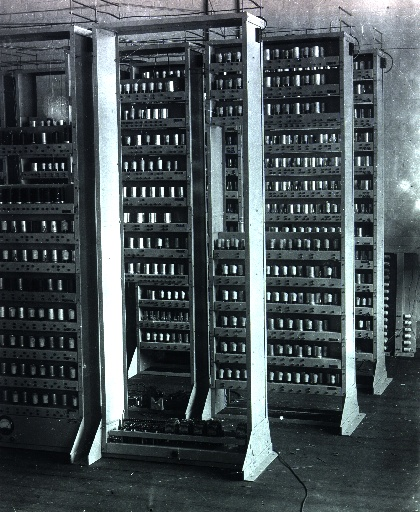
EDSAC.

L'EDSAC (acrònim provinent de la frase Electronic Delay Storage Automatic Calculator), va ser un dels primers ordinadors creats, al Regne Unit. La màquina, inspirada en un curs d'estiu dictat per John William Mauchly i J. Presper Eckert en el que van mostrar el seu treball realitzat en la construcció de l'ENIAC, va ser construït per Maurice Wilkes i el seu equip a la Universitat de Cambridge a Anglaterra.
L'EDSAC va ser el primer calculador electrònic del món, en comptar amb ordres internes, encara que no fou el primer ordinador de programa emmagatzemat (aquest honor li correspon al SSEM).
El projecte va estar patrocinat per J. Lyons & Co Ltd, una firma britànica que va ser recompensada amb el primer ordinador d'aplicació comercial, el LEO I, basat en el disseny de l'EDSAC. L'EDSAC va posar en funcionament els seus primers programes el 6 de maig de 1949, calculant una taula de nombres al quadrat i una llista de nombres primers.
El primer videojoc de la història, OXO va ser desenvolupat per funcionar en aquest equip.